# Hovinsaari (ö i Kymmenedalen, Kouvola)
Hovinsaari är en ö i Finland. Den ligger i Kymmene älv och i kommunen Kouvola i den ekonomiska regionen  Kouvola ekonomiska region  och landskapet Kymmenedalen, i den södra delen av landet, 120 km nordost om huvudstaden Helsingfors. Öns area är 68,5 hektar och dess största längd är 1,8 kilometer i nord-sydlig riktning.